# Pakistanische Frauen-Cricket-Nationalmannschaft in Sri Lanka in der Saison 2017/18
Die Tour der pakistanischen Cricket-Nationalmannschaft nach Sri Lanka in der Saison 2017/18 fand vom 20. bis zum 31. März 2018 statt. Die internationale Cricket-Tour war Bestandteil der Internationalen Cricket-Saison 2017/18 und umfasste drei WODIs und drei WTwenty20s. Pakistan gewann die WODI-Serie 3–0 und die WTwenty20-Serie 2–1.

## Vorgeschichte
Pakistan bestritt zuvor eine Tour gegen Neuseeland in den Vereinigten Arabischen Emiraten, Sri Lanka in den West Indies. Das letzte Aufeinandertreffen der beiden Mannschaften bei einer Tour fand in der Saison 2014/15 in Pakistan statt.

## Stadien
Die folgenden Stadien wurden für die Tour als Austragungsort vorgesehen.
| Stadion                                | Stadt    | Kapazität | Spiele       |
| -------------------------------------- | -------- | --------- | ------------ |
| Nondescripts Cricket Club Ground (NCC) | Colombo  | 2.000     | 2. WT20      |
| Sinhalese Sports Club Ground (SSC)     | Colombo  | 10.000    | 1. & 3. WT20 |
| Rangiri Dambulla International Stadium | Dambulla | 16.800    | 1. – 3. WODI |

## Kaderlisten
Sri Lanka benannte seinen WODI-Kader am 19. März 2018.
| WODI | WODI | WTwenty20 | WTwenty20 |
| Sri Lanka | Pakistan | Sri Lanka | Pakistan |
| --- | --- | --- | --- |
| - Chamari Athapaththu (K) - Kavisha Dilhari - Nipuni Hansika - Ama Kanchana - Achini Kulasuriya - Sugandika Kumari - Dilani Manodara - Hasini Perera - Chamari Polgampola - Inoshi Priyadharshani - Inoka Ranaweera - Rebeca Vandort - Shashikala Siriwardene - Prasadani Weerakkody - Sripali Weerakkody | - Bismah Maroof (K) - Muneeba Ali - Sidra Ameen - Aiman Anwer - Diana Baig - Nida Dar - Ghulam Fatima - Kainat Imtiaz - Javeria Khan - Nahida Khan - Fareeha Mehmood - Sana Mir - Sidra Nawaz - Natalia Pervaiz - Nashra Sandhu | - Chamari Athapaththu (K) - Kavisha Dilhari - Nipuni Hansika - Ama Kanchana - Achini Kulasuriya - Sugandika Kumari - Dilani Manodara - Hasini Perera - Chamari Polgampola - Inoshi Priyadharshani - Inoka Ranaweera - Shashikala Siriwardene - Rebeca Vandort (wk) - Prasadani Weerakkody - Sripali Weerakkody | - Bismah Maroof (K) - Muneeba Ali - Sidra Ameen - Aiman Anwer - Diana Baig - Nida Dar - Ghulam Fatima - Kainat Imtiaz - Javeria Khan - Nahida Khan - Fareeha Mehmood - Sana Mir - Sidra Nawaz - Natalia Pervaiz - Nashra Sandhu |

## Women’s One-Day Internationals

### Erstes WODI in Dambulla
| 20. März Scorecard | Dambulla | Pakistan 250-6 (50)          | – | Sri Lanka 181 (45.2) |
|                    |          | Pakistan gewinnt mit 69 Runs |   |                      |

Sri Lanka gewann den Münzwurf und entschied sich als Feldmannschaft zu beginnen. Als Spielerin des Spiels wurde Javeria Khan ausgezeichnet.

### Zweites WODI in Dambulla
| 22. März Scorecard | Dambulla | Pakistan 250-6 (50)          | – | Sri Lanka 156 (37) |
|                    |          | Pakistan gewinnt mit 94 Runs |   |                    |

Pakistan gewann den Münzwurf und entschied sich als Schlagmannschaft zu beginnen. Als Spielerin des Spiels wurde Bismah Maroof ausgezeichnet.

### Drittes WODI in Dambulla
| 24. März Scorecard | Dambulla | Pakistan 215-9 (50)           | – | Sri Lanka 107 (41.3) |
|                    |          | Pakistan gewinnt mit 108 Runs |   |                      |

Pakistan gewann den Münzwurf und entschied sich als Schlagmannschaft zu beginnen. Als Spielerin des Spiels wurde Sana Mir ausgezeichnet.

## Women’s Twenty20 Internationals

### Erstes WTwenty20 in Colombo
| 28. März Scorecard | Colombo (SSC) | Sri Lanka 129-6 (20) | – | Pakistan 133-9 (19.5) |
|                    |               |                      |   |                       |

Pakistan gewann den Münzwurf und entschied sich als Feldmannschaft zu beginnen. Als Spielerin des Spiels wurde Javeria Khan ausgezeichnet.

### Zweites WTwenty20 in Colombo
| 30. März Scorecard | Colombo (NCC) | Pakistan 72 (18.4)              | – | Sri Lanka 73-3 (14.2) |
|                    |               | Sri lanka gewinnt mit 7 Wickets |   |                       |

Pakistan gewann den Münzwurf und entschied sich als Schlagmannschaft zu beginnen. Als Spielerin des Spiels wurde Shashikala Siriwardene ausgezeichnet.

### Drittes WTwenty20 in Colombo
| 31. März Scorecard | Colombo (SSC) | Pakistan 113-6 (20)          | – | Sri Lanka 75-8 (20) |
|                    |               | Pakistan gewinnt mit 38 Runs |   |                     |

Sri Lanka gewann den Münzwurf und entschied sich als Feldmannschaft zu beginnen. Als Spielerin des Spiels wurde Javeria Khan ausgezeichnet.

## Auszeichnungen

### Player of the Match
Als Player of the Match wurden die folgenden Spielerinnen ausgezeichnet.
| Spiel   | Player of the Match    |
| ------- | ---------------------- |
| 1. WODI | Javeria Khan           |
| 2. WODI | Bismah Maroof          |
| 3. WODI | Sana Mir               |
| 1. WT20 | Javeria Khan           |
| 2. WT20 | Shashikala Siriwardene |
| 3. WT20 | Javeria Khan           |